# Cody Sylvester
Cody Sylvester (* 13. April 1992 in Kelowna, British Columbia) ist ein kanadischer Eishockeyspieler, der seit September 2024 erneut bei den Atlanta Gladiators aus der ECHL unter Vertrag steht und dort auf der Position des Centers spielt. Zuvor war Sylvester unter anderem vier Spielzeiten beim EC Bad Nauheim in der DEL2 aktiv. Sein älterer Bruder Dustin war ebenfalls professioneller Eishockeyspieler.

## Karriere
Cody Sylvester begann mit dem Eishockey in seiner Heimatprovinz British Columbia bei verschiedenen Nachwuchsmannschaften. Beim Bantam Draft 2007 der Western Hockey League (WHL) wählten ihn die Calgary Hitmen in der achten Runde an 168. Stelle aus. In der Saison 2008/09 gab Sylvester sein Debüt in der WHL für die Hitmen. Dort kam er mit seiner Mannschaft bis in die Finalserie der Playoffs, die aber verloren wurde. In seinem zweiten Jahr erreichten die Hitmen erneut die Finalserie und sicherten sich diesmal in der fünf Spiele andauernden Serie den Ed Chynoweth Cup. Als Gewinner der Meisterschaft nahm Sylvester mit seinem Team am Memorial Cup 2010 teil, bei dem man im Halbfinale ausschied. Seine dritte Spielzeit in der WHL verlief für Sylvester nicht erfolgreich, da er sich mit den Calgary Hitmen nicht für die Playoffs qualifizieren konnte. Zur Saison 2011/12 wurde er Kapitän der Hitmen und führte sein Team zurück in die Playoffs. Mit 68 Scorerpunkten konnte Sylvester seine Leistungen aus dem Vorjahr mehr als verdoppeln. In seinem fünften und letzten Jahr in der WHL erzielte er 102 Punkte in 85 Spielen und kam mit den Hitmen bis ins Conference-Finale.
Im September 2013 nahm Sylvester auf Basis eines Probevertrags am Trainingscamp der Wilkes-Barre/Scranton Penguins aus der American Hockey League (AHL) teil. Im Oktober 2013 erhielt er schließlich einen Jahresvertrag. Während der Saison spielte er sowohl in der AHL als auch für deren Kooperationspartner Wheeling Nailers in der ECHL. Im August 2014 unterschrieb Sylvester einen Jahresvertrag bei den South Carolina Stingrays aus der ECHL. Ein Probetraining im Oktober 2014 bei den Providence Bruins aus der AHL war nicht erfolgreich, so dass er bei den Stingrays blieb. Dort spielte er 25 Partien, ehe er im Januar 2015 das Team verließ und erstmals nach Europa wechselte. Sylvester unterschrieb einen Vertrag bei den Iserlohn Roosters aus der Deutschen Eishockey Liga (DEL). Dort traf er bei seinem Debüt beim 9:1-Heimsieg gegen die Krefeld Pinguine bereits nach 17 Sekunden zum 1:0. Nach einem weiteren Jahr in Iserlohn wurde der Kanadier im Sommer 2016 vom Dornbirner EC aus der österreichischen Erste Bank Eishockey Liga (EBEL) verpflichtet. Dort spielte er zusammen mit seinem Bruder Dustin Sylvester.
Im Mai 2017 kehrte er nach Deutschland zurück, als er vom EC Bad Nauheim aus der DEL2 verpflichtet wurde. Sylvester verbrachte schließlich drei Spielzeiten in Bad Nauheim, ehe er vor dem Hintergrund der COVID-19-Pandemie im Sommer 2020 wieder nach Nordamerika zurückkehrte. Er spielte zunächst ein Jahr bei seinem Ex-Team Wheeling Nailers, ehe es ihn zur Saison 2021/22 zum Ligakonkurrenten Atlanta Gladiators zog. Dort brach er im Februar 2024 seine Zelte ab und kehrte zum EC Bad Nauheim zurück. Das Engagement endete bereits einen Monat später, nachdem die Bad Nauheimer aus den Pre-Playoffs ausgeschieden waren. Sylvester kehrte daraufhin wieder nach Atlanta zurück.

## Erfolge und Auszeichnungen
- 2010 Ed-Chynoweth-Cup-Gewinn mit den Calgary Hitmen
- 2013 Doug Wickenheiser Memorial Trophy
- 2013 WHL East Second All-Star Team
- 2023 ECHL Second All-Star Team

## Karrierestatistik
Stand: Ende der Saison 2023/24
(Legende zur Spielerstatistik: Sp oder GP = absolvierte Spiele; T oder G = erzielte Tore; V oder A = erzielte Assists; Pkt oder Pts = erzielte Scorerpunkte; SM oder PIM = erhaltene Strafminuten; +/− = Plus/Minus-Bilanz; PP = erzielte Überzahltore; SH = erzielte Unterzahltore; GW = erzielte Siegtore; 1 Play-downs/Relegation; Kursiv: Statistik nicht vollständig)